# Dinah Craik
Pour les articles homonymes, voir Craik.
Dinah Maria Craik (née Dinah Maria Mulock, souvent appelée Miss Mulock ou Mrs Craik) (Stoke-on-Trent, 20 avril 1826 - Shortlands, près de Bromley, Kent, 12 octobre 1887) est une écrivaine et poétesse anglaise.

## Biographie
Après le décès de sa mère en 1845, Dinah Maria Mulock s'établit à Londres vers 1846. Elle était décidée à vivre de sa plume et commença à publier des romans pour la jeunesse, et finit par devenir une des premières romancières de son temps. Son œuvre la plus connue est John Halifax, Gentleman (1856). Vinrent ensuite A Life for a Life (1859), The Ogilvies (1849), Olive (1850), The Head of the Family (1851), Agatha's Husband (1853), Hannah (1871) et Young Mrs Jardine (1879).
Autres publications : Avillion and other Tales (1853), Christian's Mistake (1865), A Noble Life (1866), The Little Lame Prince and his Travelling Cloak (1875). Elle a publié de la poésie, des récits de voyage en Irlande et en Cornouailles, et A Woman's Thoughts about Women (1858).
Elle a épousé George Lillie Craik, un associé de Alexander Macmillan (en) de la maison d'édition Macmillan & Company, neveu de George Lillie Craik (en), en 1864. Ils adoptèrent une fille, Dorothy, en 1869.